# (22605) Steverumsey
(22605) Steverumsey (1998 HH147) – planetoida z pasa głównego asteroid okrążająca Słońce w ciągu 3,36 lat w średniej odległości 2,24 j.a. Odkryta 23 kwietnia 1998 roku.